# Stanway (Gloucestershire)
Stanway – wieś w Anglii, w hrabstwie Gloucestershire, w dystrykcie Tewkesbury. Leży 27 km na północny wschód od miasta Gloucester i 135 km na północny zachód od Londynu.